# Fête galante

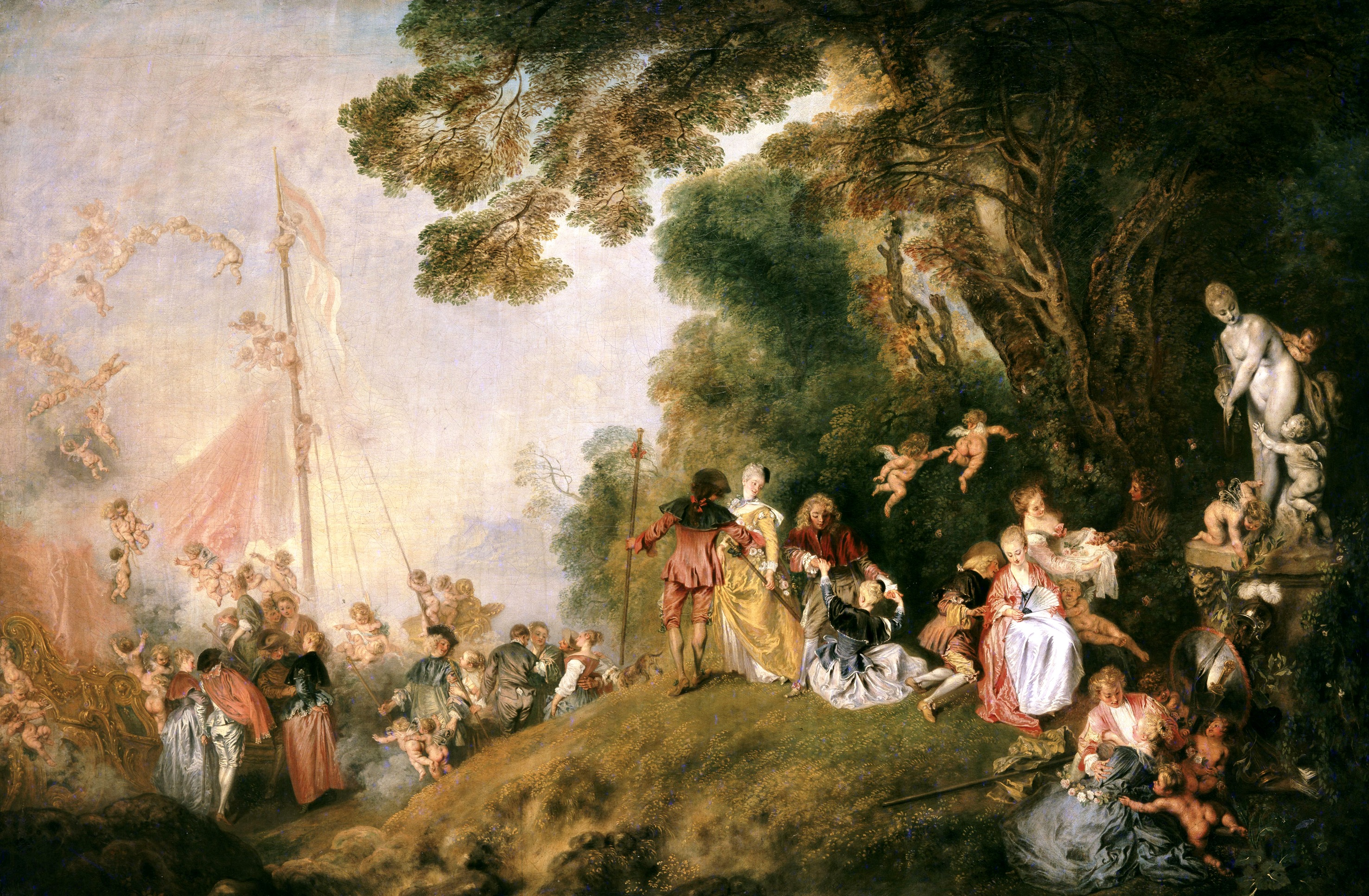
Embarquement pour Cythère de Watteau, vers 1718.

La fête galante désigne les réunions ludiques en plein air organisées par les riches aristocrates à partir de 1715 jusqu’aux années 1770. L’expression est surtout utilisée à propos de scènes picturales représentant ces réunions, caractéristiques d'un genre de la peinture rococo.
Après la mort de Louis XIV en 1715, l’aristocratie française délaisse les splendeurs de la cour de Versailles pour les folies et les maisons de ville plus intimes de Paris où ses membres, élégamment vêtus, peuvent s’adonner à jouer, se courtiser et se mettre en scène d’après la commedia dell’arte italienne. La fête galante est étroitement liée à la fête champêtre, dont elle peut être considérée comme un type.

## Dénomination
Le terme de « fête galante » désigne, en peinture, un genre spécialement créé en 1717 par l'Académie royale de peinture et de sculpture pour décrire les variations d'Antoine Watteau sur le thème de la fête champêtre représentant des personnages costumés ou en robe de bal qui s'ébattent dans des parcs ou des clairières. En l'absence de catégorie correspondant aux œuvres de Watteau, lorsqu'il demanda l'agrément de l'Académie en 1717, celle-ci préféra créer ce genre intermédiaire entre la peinture d'histoire et le portrait dans la hiérarchie des genres, plutôt que de récuser Watteau.

## Création par Watteau
Le style de la fête galante est né de la conjonction des deux impératifs auxquels était soumis Antoine Watteau : il s'agissait pour lui tout à la fois de mériter la considération de l'Académie royale de peinture et de sculpture qui classait les scènes et portraits de la vie quotidienne comme moralement inférieurs aux sujets historiques et mythologiques, tout en s'attirant le soutien financier des particuliers qu'il devait représenter. Le choix de la fête galante comme mode de représentation du particulier, dépeint dans un luxuriant cadre extérieur emprunté à des œuvres antérieures, comme celles de l’école vénitienne du XVIe siècle ou de l'école hollandaise du XVIIe siècle, qui rappelle la terre mythique d'Arcadie, et où l'homme était censé avoir vécu en harmonie avec la nature, représente un compromis qui a permis à Watteau de glorifier ses mécènes tout en satisfaisant aux impératifs moraux requis par l'Académie pour l'obtention du statut privilégié de « peinture d'histoire » pour ses œuvres. En ce sens, les fêtes galantes ne sont pas un genre pictural né ab nihilo. Même s'il n’a pas remis en cause la hiérarchie académique en tant que telle, il n'en a pas moins joué un rôle substantiel dans l'art rococo, dans la mesure où il a vu le jour à une époque où les arts européens ont commencé à se désintéresser du goût pour l'ordre de grandeur normé et hiérarchisé de l'Église et de la cour, pour se déplacer vers l'appréciation des plaisirs intimes et personnels.

## Adoption et développement

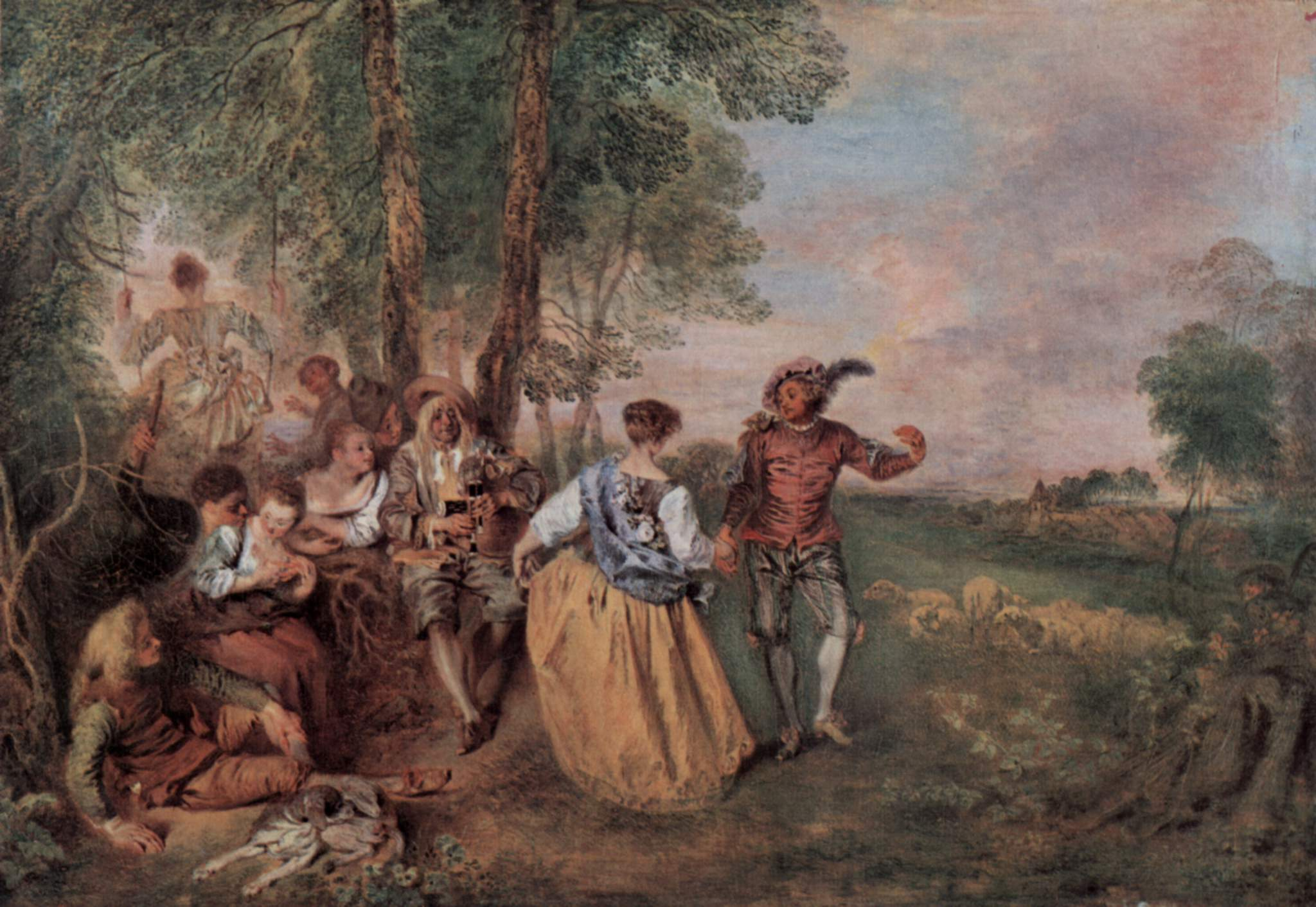
Les Bergers de Watteau, vers 1717.

Parmi les peintres à avoir pratiqué, à la suite de Watteau, les fêtes galantes comme style pictural, on compte Pater, son élève, Lancret, de Troy, Fragonard, Norblin de La Gourdaine, Quillard. Au nombre des œuvres représentatives de ce genre, on peut citer, chez Watteau, Le Pèlerinage à l'île de Cythère, tableau de 1717 souvent considéré comme le prototype de la fête galante où sont dépeints des aristocrates magnifiquement vêtus venus visiter, en présence de chérubins, une île censée être dédiée à Cythère, la déesse antique de l'amour. Dans Les Deux Cousines de 1717-1718, un jeune galant offre une cape rouge à deux femmes en robes de satin blanc. Comme dans les autres fêtes galantes, les statues gréco-romaines le long du lac aident à élever cette scène de genre au statut de peinture d'histoire. Les Bergers, peints par Watteau vers 1716, jouent sur une longue tradition d'aristocrates se faisant passer pour des bergers ruraux, tradition qui a prospéré au XVIIIe siècle, et dont la plus célèbre est surement le hameau de la Reine Marie-Antoinette. Dans les Fêtes vénitiennes (1718-1719), un couple, où l'homme porte un habit oriental, danse pour une foule de badauds minaudant devant une statue de Vénus. Le cornemuseur est peut-être un autoportrait. Dans L'Accord parfait, une charmante jeune femme tient la musique pour un vieil homme qui joue de la flute, tandis que passent d'autres personnes des classes oisives. Enfin, quoique son Mezzetin de 1718-1720 ne soit pas, stricto sensu, une fête galante, ce tableau représente une figure touchante de la commedia dell'arte donnant la sérénade à une statue ignorante. Dans la Danse dans le parc de Lancret, où des courtisans richement vêtus dansent devant la statue d'un nu héroïque masculin, la présence de cette statue est clairement destinée à élever, comme dans les toiles de Watteau, les danseurs au statut de sujets de « peinture d'histoire », les nus masculins étant un sujet de prédilection des peintures d'histoire. Dans La Collation, des nobles batifolent et cueillent des fleurs devant une femme nue couchée sur un monticule en forme de coquillage, qui représente probablement la déesse Vénus. Dans Une dame dans un jardin prenant un café, peint vers 1742, une femme assise à côté d’une fontaine dans un jardin somptueux donne du café à ses enfants tandis que deux hommes, probablement son mari et un serviteur, regardent. Dans la Vue prise dans les jardins de la villa d’Este, à Tivoli de Fragonard, c'est l’architecture classique qui sert de contexte à un repas en plein air et à des jeux. Le même motif intervient également dans La Déclaration d'amour (1731) de Jean-François de Troy dont le style est pourtant beaucoup plus réaliste que la plupart des autres.

## Réalisme
Dubois de Saint-Gelais a souligné, dans sa Description des tableaux du Palais-Royal,  le caractère réaliste des fêtes galantes de Watteau en écrivant qu'« il a parfaitement bien représenté les concerts, les danses et les autres amusements de la vie civile, mettant la scène dans des jardins, dans des bois et dans d'autres lieux champêtres dont le paysage est peint avec beaucoup d'art. Son dessin est correct, son coloris est tendre, les expressions sont piquantes, ses airs de têtes ont une grâce merveilleuse, ses figures dansantes sont admirables pour la légèreté, pour la justesse des mouvements, et pour la beauté des attitudes. Il s'est attaché aux habillements vrais, en sorte que ses tableaux peuvent être regardés comme l'histoire des modes de son temps. »

## Galerie

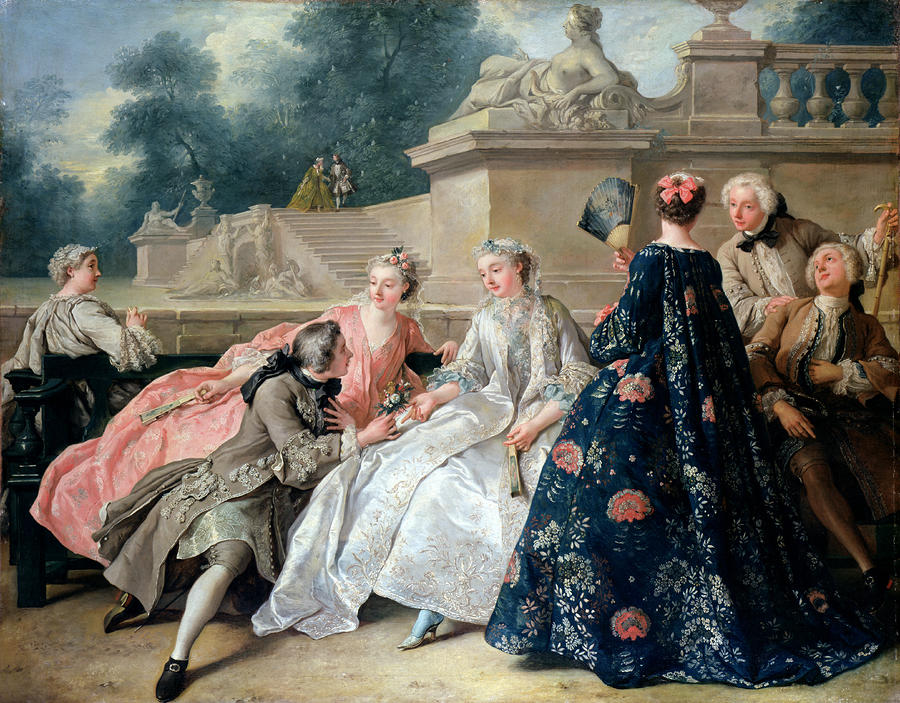
Jean-François de Troy, Assemblée dans un parc, ou La Déclaration d'amour
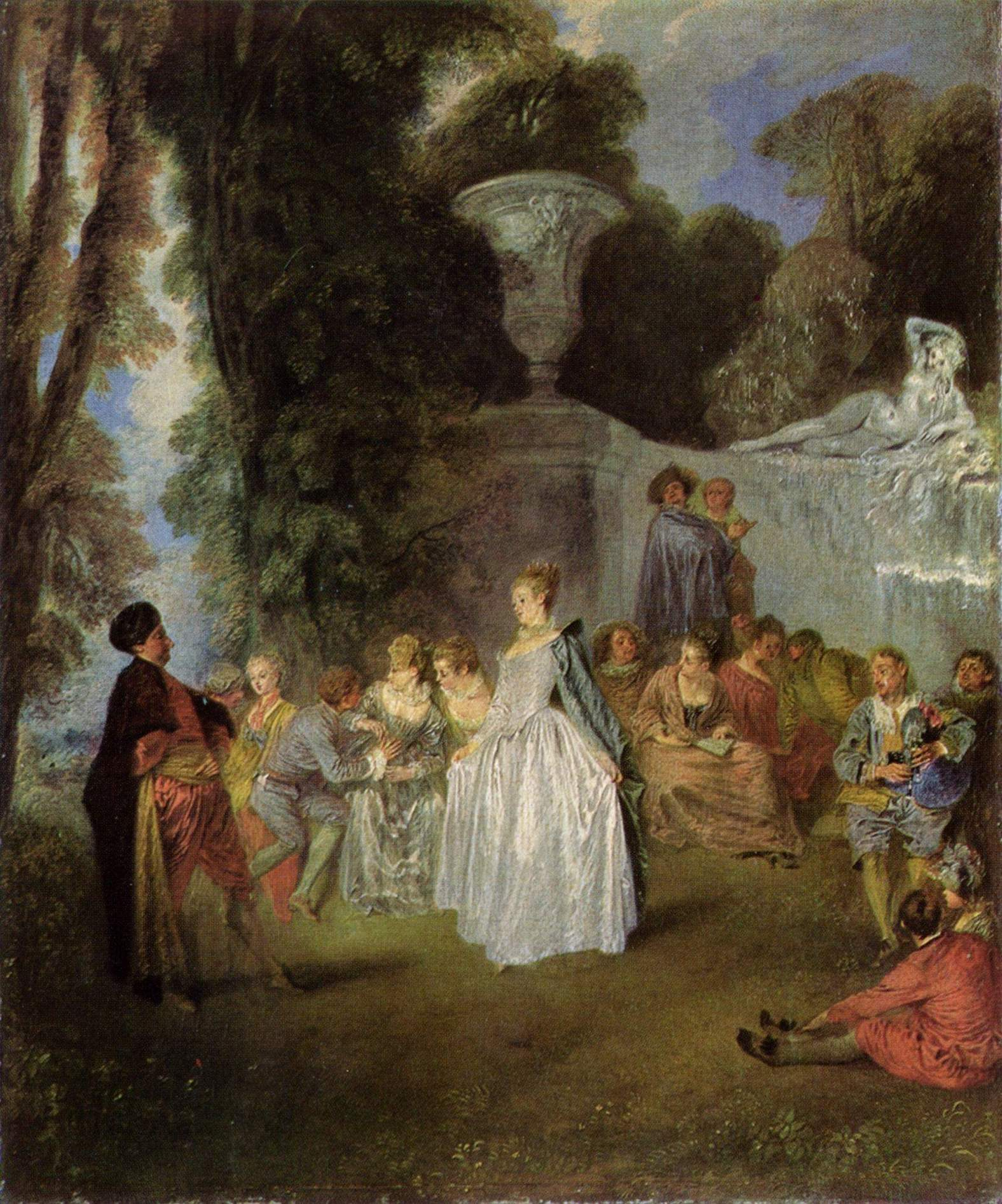
Antoine Watteau, Fêtes vénitiennes
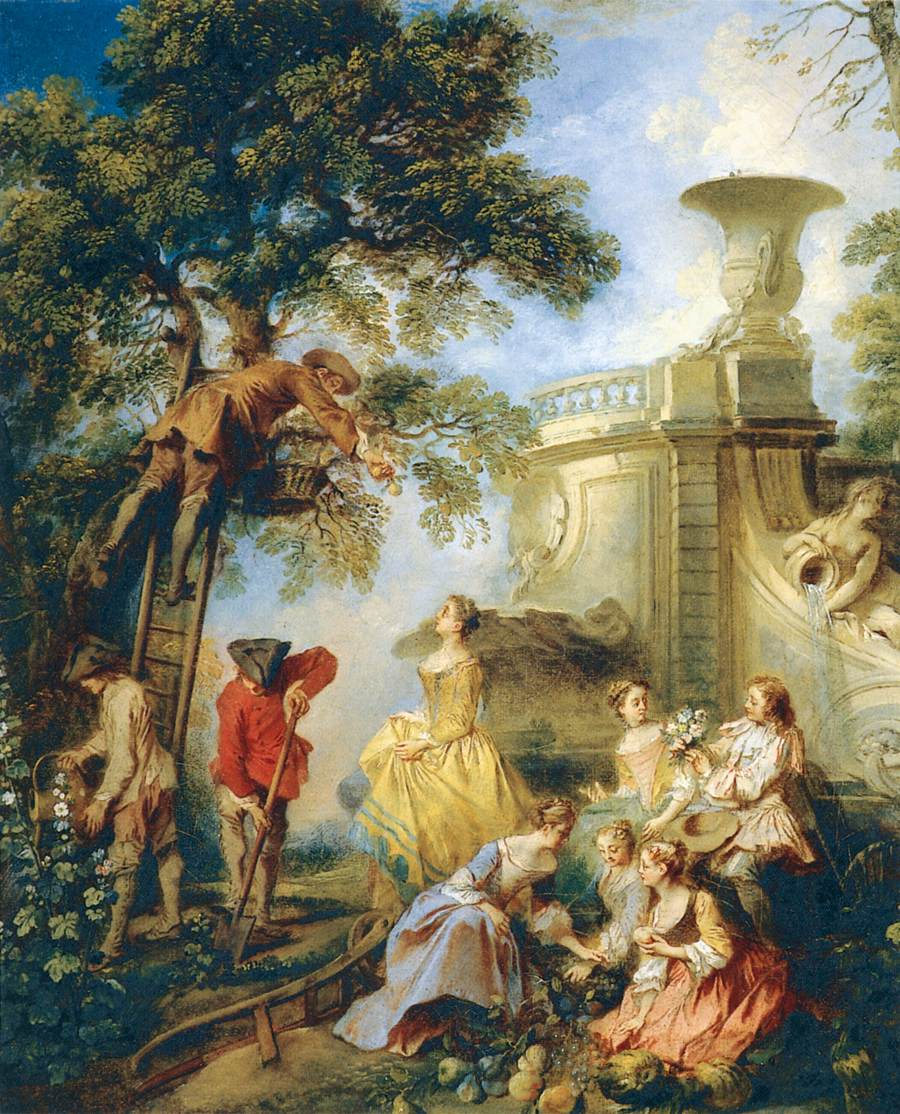
Nicolas Lancret, La Terre
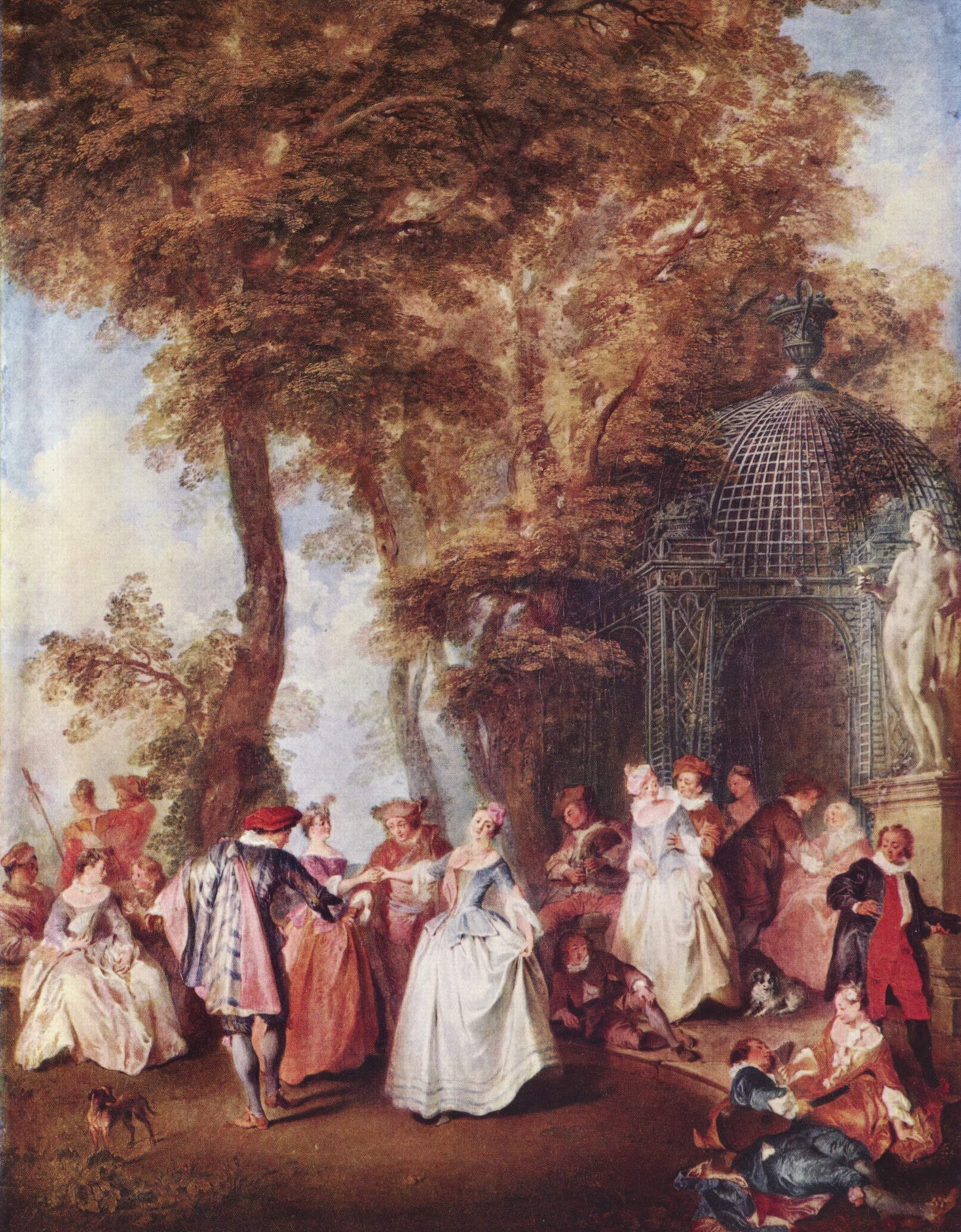
Nicolas Lancret, Le Moulinet
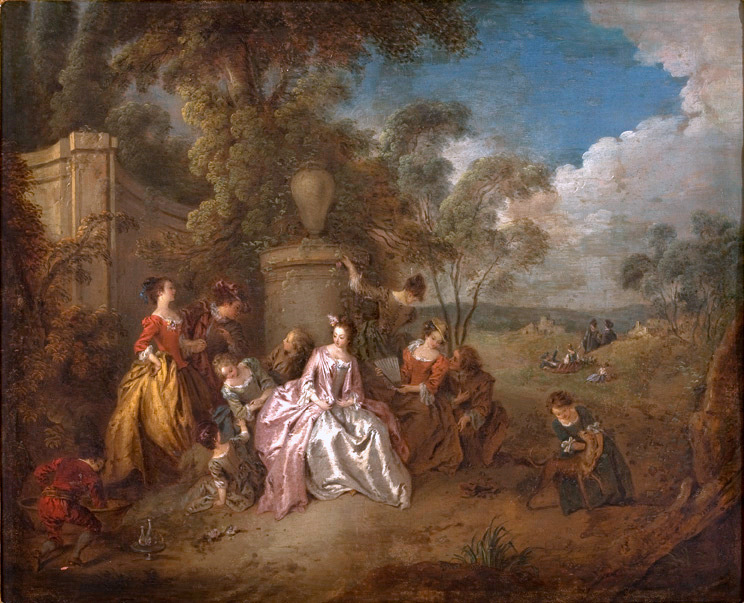
Jean-Baptiste Pater, Repos dans le parc
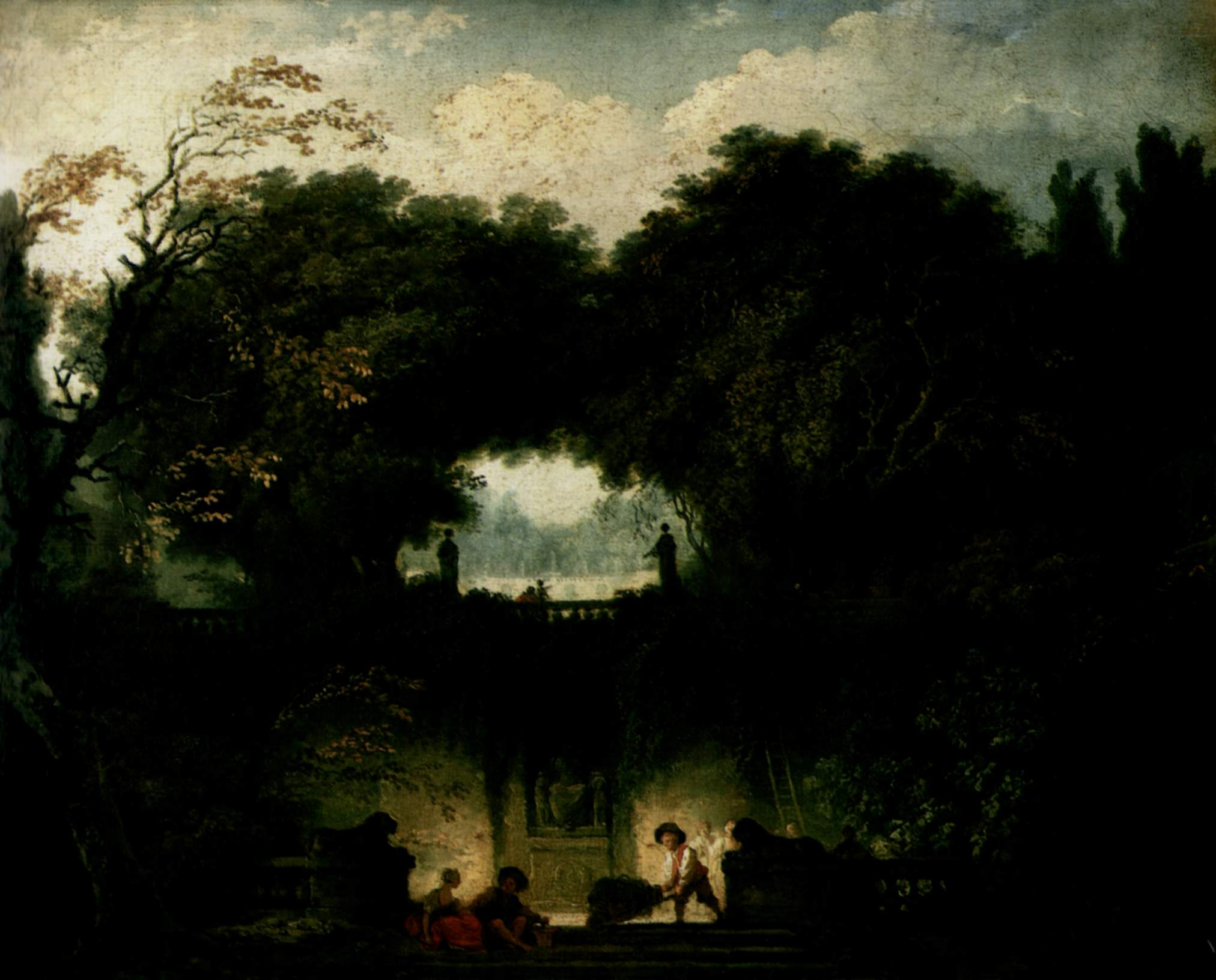
Jean-Honoré Fragonard, Les Jardins de la Villa d'Este à Tivoli
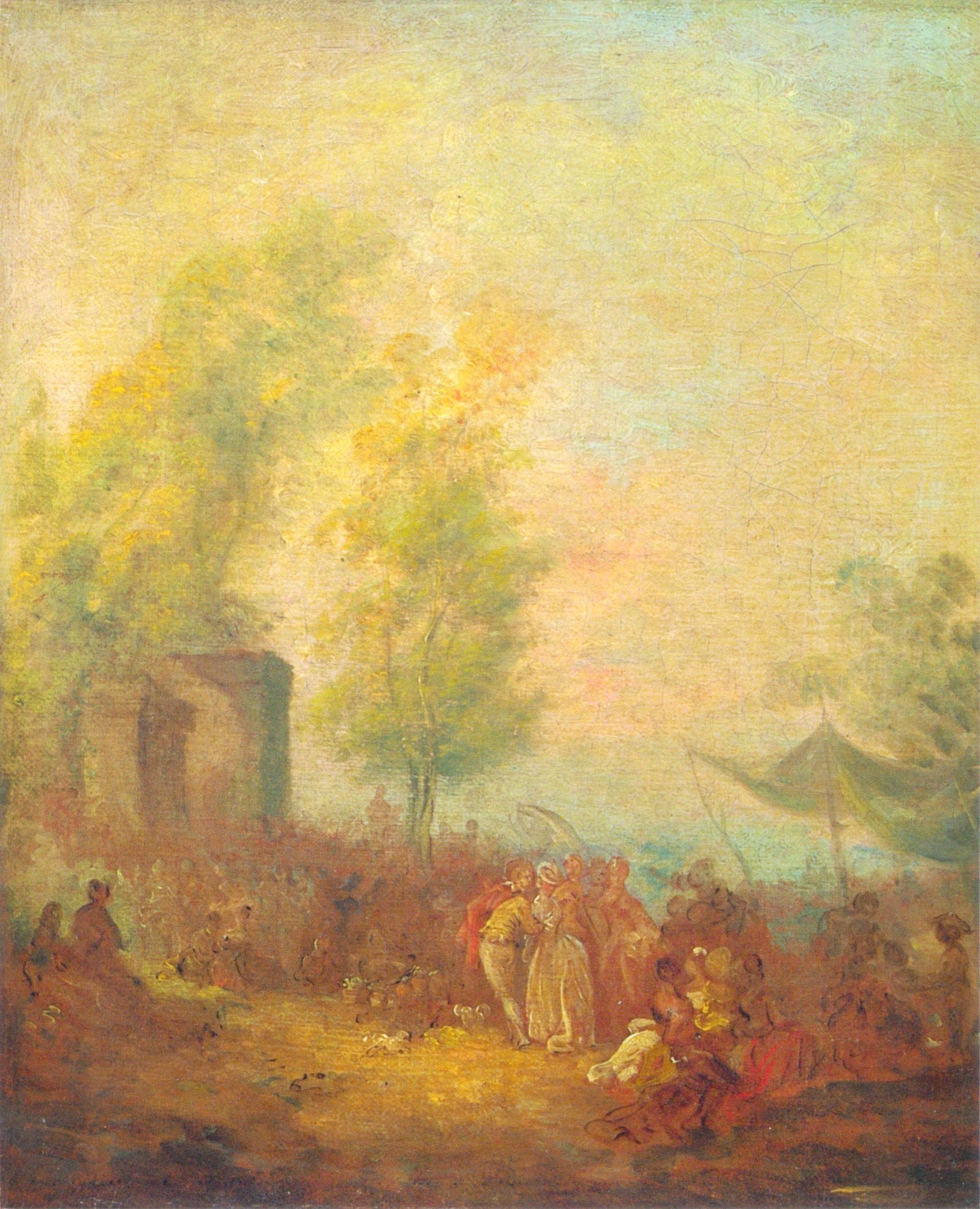
Jean-Pierre Norblin de La Gourdaine, Fête galante
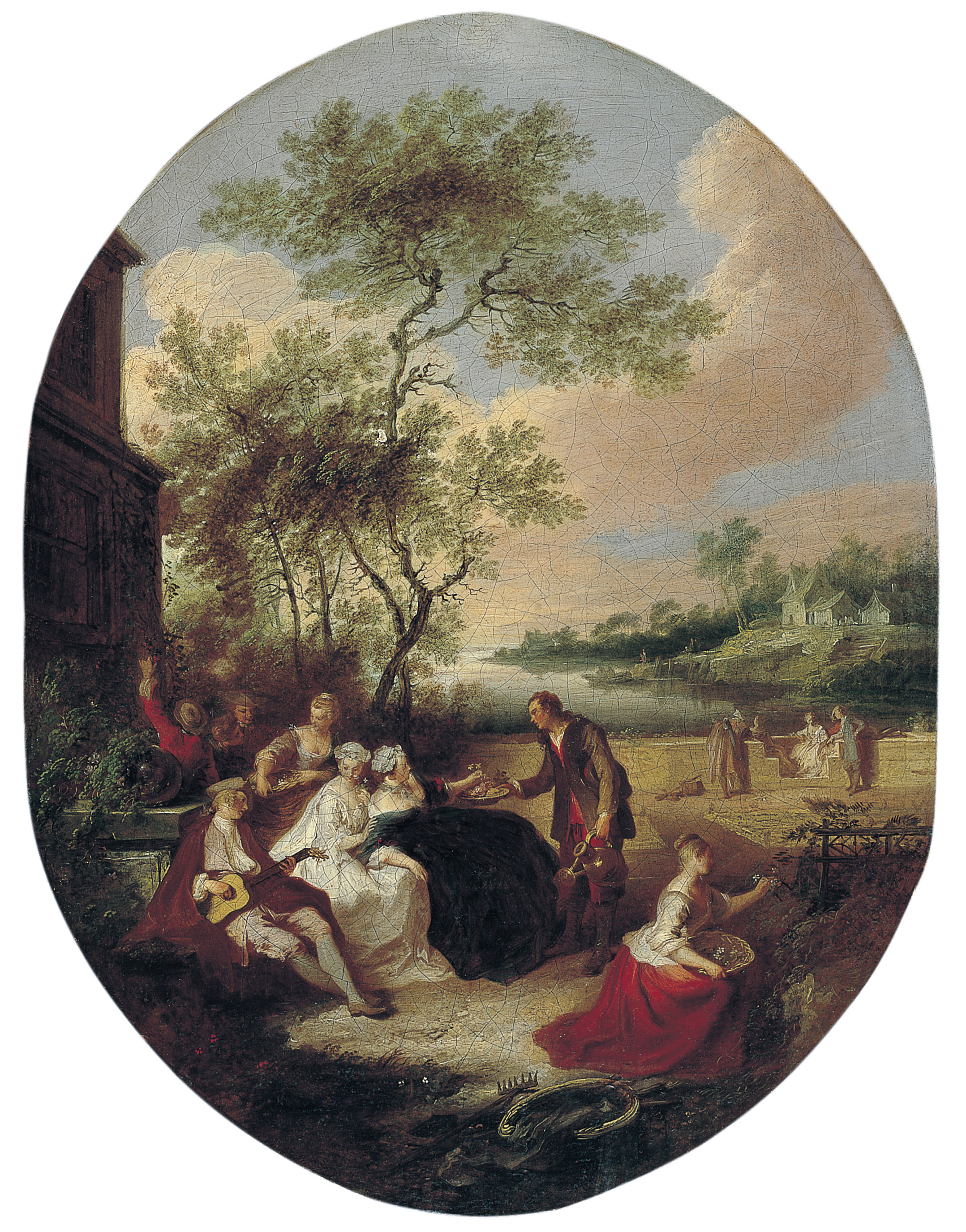
Pierre-Antoine Quillard, Les Quatre Saisons
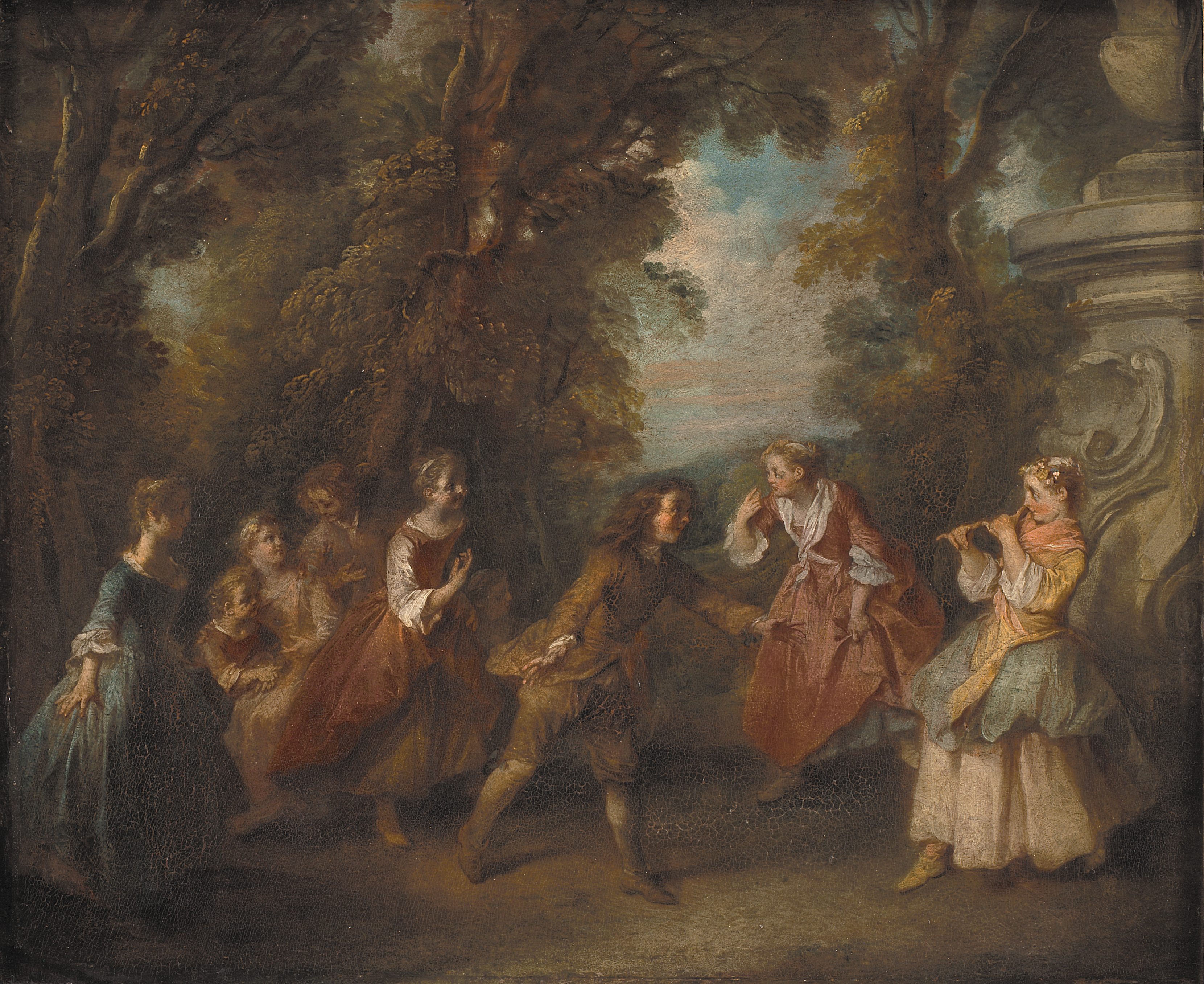
Nicolas Lancret, Le Jeu des quatre-coins
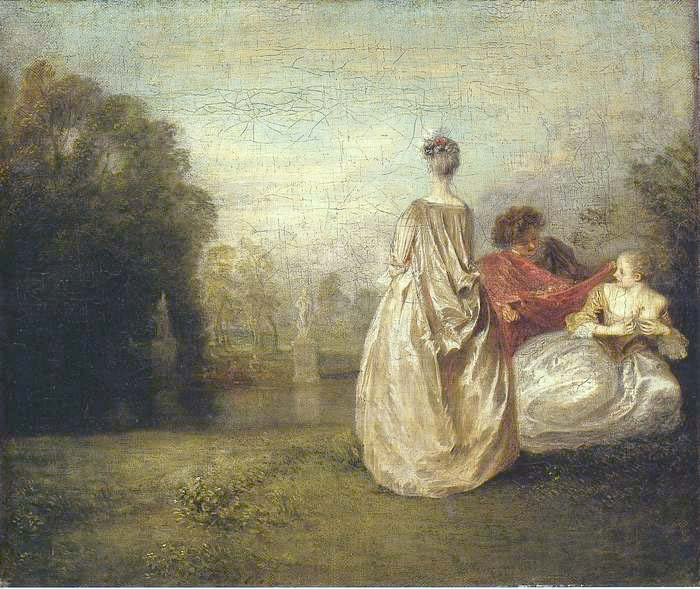
Antoine Watteau, Les Deux Cousines